# Impactito
Impactitos são estruturas formadas em um evento de choque de corpos meteoríticos , podendo ser classificadas conforme o grau de metamorfismo que sofreram durante o impacto, indo da fusão quase total da rocha a apenas alguns fraturamentos. Sua classificação também considera a posição em que a rocha permaneceu após o impacto, indo do centro da cratera até as bordas mais externas.A composição geoquímica dos impactitos depende do tipo de rocha do alvo, do solo da região: sedimentar, metamórfica, cristalina, granitóide, cástica, campo de dunas, etc 

## Classificação
O grau mais alto de metamorfismo é classificado como Fusão por Impacto, quando a rocha atinge pressões acima de 300 Gpa e temperaturas acima dos 1.000 °C, perdendo a estrutura original e formando leitos de rocha fundida semelhante a magma, em geral no centro da cratera.
Quando a fusão é parcial, ou seja, rocha fundida misturada com rocha fraturada e cizalhada pelo impacto, formam-se as brechas. As brechas podem formar-se em diversas fases do processo da formação das crateras: pelo fluxo de rochas associadas à frente de choque que se inicia no ponto do impacto, durante a escavação e formação da denominada cratera transiente, e durante a expulsão do material escavado .
Os Suevitos são brechas de alto metamorfismo, formados por fragmentos de rocha em uma matriz mais fina e parcialmente fundida, sendo esse tipo subdividido em Suevito SV.b (Fall-back Suevite, ou Suevito formado pela queda do material do impacto de volta para a cratera) e SV.o (Fall-out Suevite, ou Suevito formado pelo material ejetado para fora da cratera). Os suevitos são formados sob forte pressão do choque, com posterior recristalização aérea do material ejetado. Apresenta veios de matriz lítica .
As brechas de médio metamorfismo são subdividas em dois grupos básicos, as Brechas Polimíticas ou BR.p (onde existem fragmentos de várias rochas distintas), as Brechas Monomíticas, ou BR.m (onde os fragmentos são todos da mesma rocha).
Além das Brechas, há os Vidros de Impacto, onde a composição é basicamente sílica amorfa, formada pelo rápido resfriamento dos minerais como o quartzo e o feldspato. Quando acontece ejeção desse material para longe da cratera, são formados os Tectitos (do inglês Tektite), que são fragmentos de vidro natural com formas aerodinâmicas causadas pela rápida ejeção e resfriamento em pleno voo.
Há Ejectos, semelhante aos Tectitos, que formam mantos nas bordas externas da cratera, onde existe em geral sobreposição inversa da estratigrafia, onde as rochas mais antigas são sobrepostas às mais novas devido à ejeção de material profundo do centro da cratera (mais antigo), sobre rochas mais novas que estão na superfície externa da cratera.
Outras rochas/estruturas diagnósticas são as Esférulas. Apresentam-se com o formato arredondado de gotas ou de pequenos esferóides, usualmente formadas pela aglutinação e condensação do material fundido e pulverizado das rochas do alvo e do meteorito , semelhantemente aos Tectitos, porém são bem menores e geralmente de material mais denso, como de metais provenientes do corpo impactante.
Há também os Cones de Estilhaçamento, formados pela onda de choque que atravessa as rochas durante o impacto, causando cisalhamento cônico e posterior efeitos de abrasão nas rochas . Recebem esse nome porque sua forma é a de pequenos cones sobrepostos.

## Relevância econômica
Quanto os meteoritos atingem matéria orgânica, podem formar diamantes . Além do carbonado, esses diamantes também são constituídos por lonsdaleíta, polimorfo do carbono com estrutura hexagonal.
As crateras de impacto de meteoros geralmente apresentam zonas de falhamento em direção a seu centro, representadas pelas diferenças entre os patamares, provocadas em seu processo da formação. Em algumas regiões de crateras de grande extensão, essas zonas de falhamento são importantes economicamente, com a pré-existência de petróleo no subsolo da região do impacto e com a consequente percolação desse mineral nos falhamentos das rochas . As zonas de fratura facilitam a sua extração.

## Ocorrência no Brasil
Os locais onde há maior probabilidade de encontrar impactitos, no Brasil, estão obviamente sobre as crateras formadas por meteoros .